# Павел Миљуков
Павел Николајевич Миљуков (рус. Павел Николаевич Милюков; Москва, 27. јануар 1859 — Екс ле Бен, 31. март 1943) је био руски политичар, оснивач, вођа и најистакнутији члан Конститутивне демократске партије. Био је министар иностраних послова у Привременој влади након Фебруарске револуције.

## Избор из библиографије
- [http://sr.wikisource.org/wiki/Историја_Русије_(П._Миљуков) Историја Русије (П. Миљуков